# Tama edwardsi
Tama edwardsi is een spinnensoort in de taxonomische indeling van de Hersiliidae.
Het dier behoort tot het geslacht Tama. De wetenschappelijke naam van de soort werd voor het eerst geldig gepubliceerd in 1846 door Lucas.